# Debussy (cráter)
Debussy es un cráter de impacto de 81 km de diámetro del planeta Mercurio. Debe su nombre al compositor francés Claude Debussy (1862-1918), y su nombre fue aprobado por la  Unión Astronómica Internacional en 2010.
El cráter fue descubierto en 196 por observaciones de imágenes de baja resolución del radar del observatorio Goldstone. Posteriormente, en 1990-2005, el observatorio de Arecibo obtuvo imágenes más detalladas. El cráter se le conoció inicialmente como la "característica A".

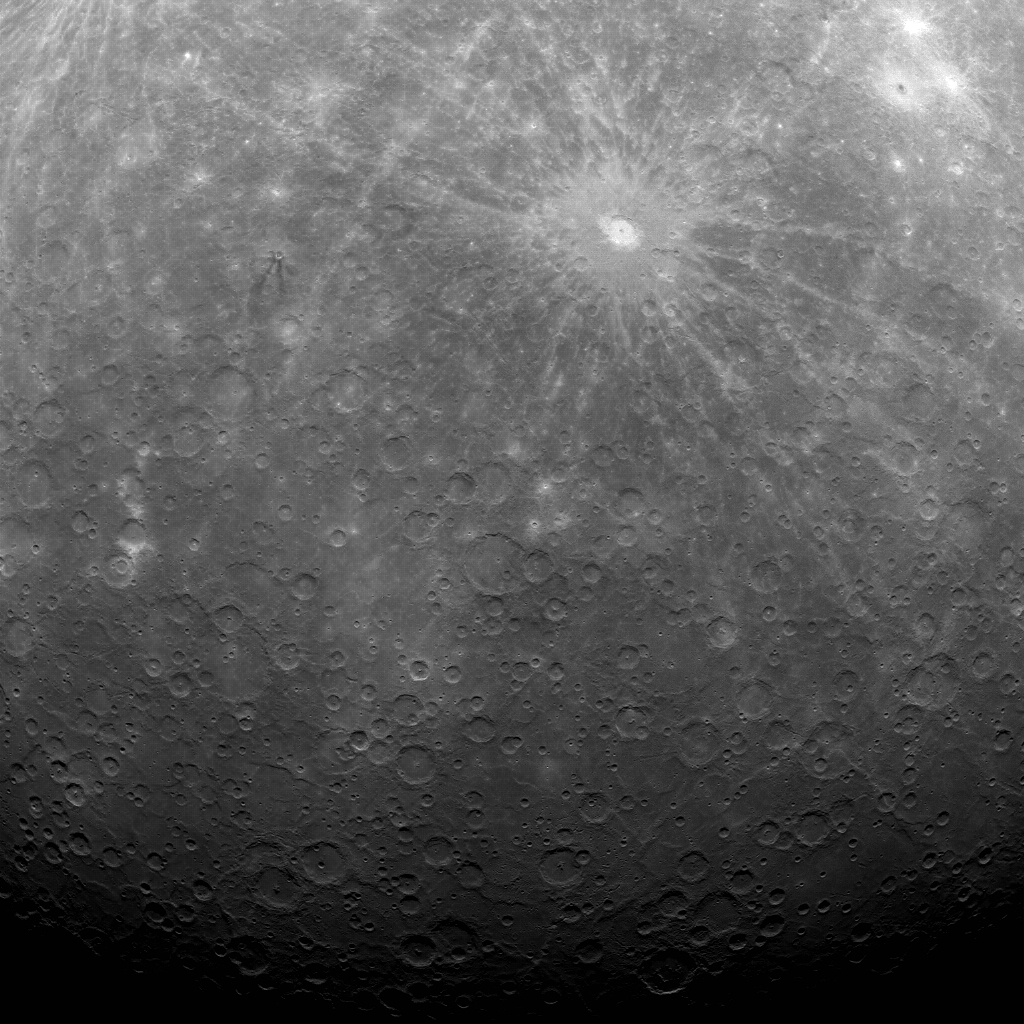
Primera fotografía del cráter Debussy hecha por la sonda espacial MESSENGER

El aspecto brillante de sus rayos en las imágenes de radar indican que el cráter es geológicamente joven, ya que las superficies rugosas frescas y de los cráteres de impacto jóvenes son buenas dispersoras de ondas de radio. Los rayos se extienden centenares de kilómetros y cubren gran parte del hemisferio sur. El sistema de rayos de Debussy es el segundo más importante de Mercurio después del cráter Hokusai.
Este cráter es un elemento de albedo característico destacado en la primera fotografía hecha desde la órbita de Mercurio, tomada el 29 de marzo de 2011 por la sonda espacial MESSENGER.